# Leonard Rossiter
Pour les articles homonymes, voir Rossiter.
Leonard Rossiter est un acteur anglais né le 21 octobre 1926 à Liverpool et mort le 5 octobre 1984.

## Filmographie
- 1965 : Un caïd (King Rat) de Bryan Forbes : McCoy
- 1966 : Pacte avec le diable (The Witches ou The Devil's Own) de Cyril Frankel : Dr. Wallis
- 1968 : Oliver ! : Mr Sowerberry
- 1968 : 2001, l'Odyssée de l'espace : Dr Andrei Smyslov
- 1968 : Le chat croque les diamants (Deadfall) : Fillmore
- 1968 : Diamonds for Breakfast de Christopher Morahan
- 1975 : Barry Lyndon : capitaine John Quin
- 1976 : Quand la panthère rose s'emmêle : Le principal Quinlan
- 1982 : Britannia Hospital : Vincent Potter
- 1985 : Ouragan sur l'eau plate : Sir Malcolm Leveridge